# Peter Richter (Baumeister)
Peter Richter (* 8. Dezember 1750 in Gersfeld; † 21. Dezember 1805 in Eutin) war ein deutscher Baumeister.

## Leben und Wirken
Peter Richters Vorfahren wirkten nachweislich ab dem frühen 17. Jahrhundert als Handwerker in Gersfeld. Er selbst war ein Sohn des Gersfelder Zimmermanns Nikolaus Richter (* 21. Oktober 1703 in Sandberg; 8. September 1770 in Gersfeld) und dessen Ehefrau Maria Catharina, geborene Drott (* 25. Februar 1710 in Gersfeld; 7. Juni 1779 ebenda). Ihr Vater Hans Drott war Gastwirt.
Peter Richter lernte das Handwerk des Zimmermanns in Gersfeld. Nach der Wanderschaft half er ab 1775 seinem Bruder Johann Adam Richter bei dessen Neubau des Gutshofes und Herrenhauses in Schierensee. Danach war er in Herzogtümern Schleswig und Holstein tätig, u. a. entwarf er mehrere Gebäude in Hohenhude.
Am 10. Januar 1780 folgte Richter auf Georg Greggenhofer als „Bau-Inspector und Hofbaumeister mit Assessorsrang“ mit Dienstsitz am fürstbischöflichen Hof in Eutin. Hier arbeitete er in der Tradition der von Rudolph Matthias Dallin eingeführten und von Johan Christian Lewon und Greggenhofer zum Höhepunkt geführten Eutiner Bauweise. Dabei kombinierte er erstmals klassizistische Elemente mit der ländlichen Bauweise, was zu einem Übergang vom Backstein- zum Putzbau führte.
Richters Wirkungszeit liegt insbesondere in der Amtszeit des Fürstbischofs Peter Friedrich Ludwig. Während dessen Onkel Friedrich August noch ein üppiges Hofleben geführt hatte, lebte Ludwig sparsam und gab daher bei Richter nur wenig Bauwerke in Auftrag. 1780 leitete er den Bau des von Greggenhofer geplanten Kollegienhauses. 1786 entstand das Stadtpalais am Markt für die verwitwete Fürstbischöfin Friederike Wilhelmine. Dieses Bauwerk stellte das letzte bedeutenden Backsteinbauwerk der Region dar.
1787 schuf Richter ein eigenes Wohnhaus in der Weberstraße. 1791 baute er mit dem Rathaus den ersten Putzbau in Eutin. 1792 errichtete er ein Wohnhaus für Friedrich Leopold Stolberg. 1793 nahm Richter die Neudekoration des Quedlinburger Zimmers im Eutiner Schloss in Angriff. Von 1791 bis 1797 half er Christian Cay Lorenz Hirschfeld, den französischen Schlossgarten in einen englischen Landschaftspark umzubauen.
Richter schuf weniger eigene Bauwerke als sein Bruder und erreichte auch nicht dessen Qualität. Er arbeitete auch für den Landadel. 1780 baute er auf Gut Pronstorf eine neue Freitreppe und eine sandsteinerne Portalrahmung für ein Herrenhaus. Hinzu kam der Anbau eines Flügels an das Kavaliershaus. Er entwarf zwei Pavillons, die an dessen Einfahrt stehen sollten, jedoch nicht umgesetzt wurden. 1790 plante er einen weitreichenden Umbau des Herrenhauses Rantzau für Carl Graf von Baudissin. Auch dieses Projekt wurde nicht realisiert.
Richter war seit 1781 verheiratet mit Sophia Elisabeth Neumann, mit der er keine Kinder hatte. Er hatte jedoch einen unehelichen Sohn.